# Церква Святого Миколая (Стокгольм)
Церква Святого Миколая (Sankt Nikolai kyrka, найчастіше відома під назвою швед. Storkyrkan, досл. «Велика церква» та швед. Stockholms domkyrka, досл. «Стокгольмський собор») — найстаріша церква у Гамла Стан, старому місті в центрі Стокгольму, Швеція. Вона є важливим зразком шведської цегляної готики.
Церква розташована поруч з королівським палацом, вона формує західний кінець Слоттсбакен («Замкової вулиці»), основного під'їзду до палацу, в той час як вулиці Сторкіркобрінкен, Хьогвакттеррасен та Тронгзунд проходять з півночі та заходу від неї відповідно. На південь від церкви розташована будівля Стокгольмської біржі, яка виходить на площу Сторторгет та в якій розташовані Шведська академія, Нобелівська бібліотека та Нобелівський музей.

## Історія
Церква Святого Миколая вперше письмово згадується в 1279 році. За традицією вважається, що вона була побудована Біргер Ярлом, засновником самого міста Стокгольм.
Майже чотириста років церква була єдиною прихідською церквою в місті, адже інші церкви схожого віку спочатку слугували духовним потребам релігійних громад (напр., Церква Риддаргольм).
Церква стала належати до лютеранського протестантизму в 1527 році. З Середньовіччя будучи прихідською церквою для Миколаївського приходу, який покривав весь острів, на якому розташоване Старе місто, вона також є Стокгольмським собором з часу створення Стокгольмської діоцезії в 1942 році.
Через свій зручний розмір та розташування поруч зі старим королівським замком та сучасним королівським палацом, церква часто була місцем основним подій у шведській історії — коронацій, королівських весіль та похорон. Останнім шведським королем, який був коронований у цій церкві, був Оскар II в 1873. Кронпринцесса Вікторія, найстарша дочка короля Карла XVI Густафа та королеви Сільвії) вийшла заміж за Даніеля Вестлінга в церкві Святого Миколая 19 червня 2010 року, в той самий день, коли і її батьки побралися в цій церкві в 1976 році.

## Внутрішнє оздоблення

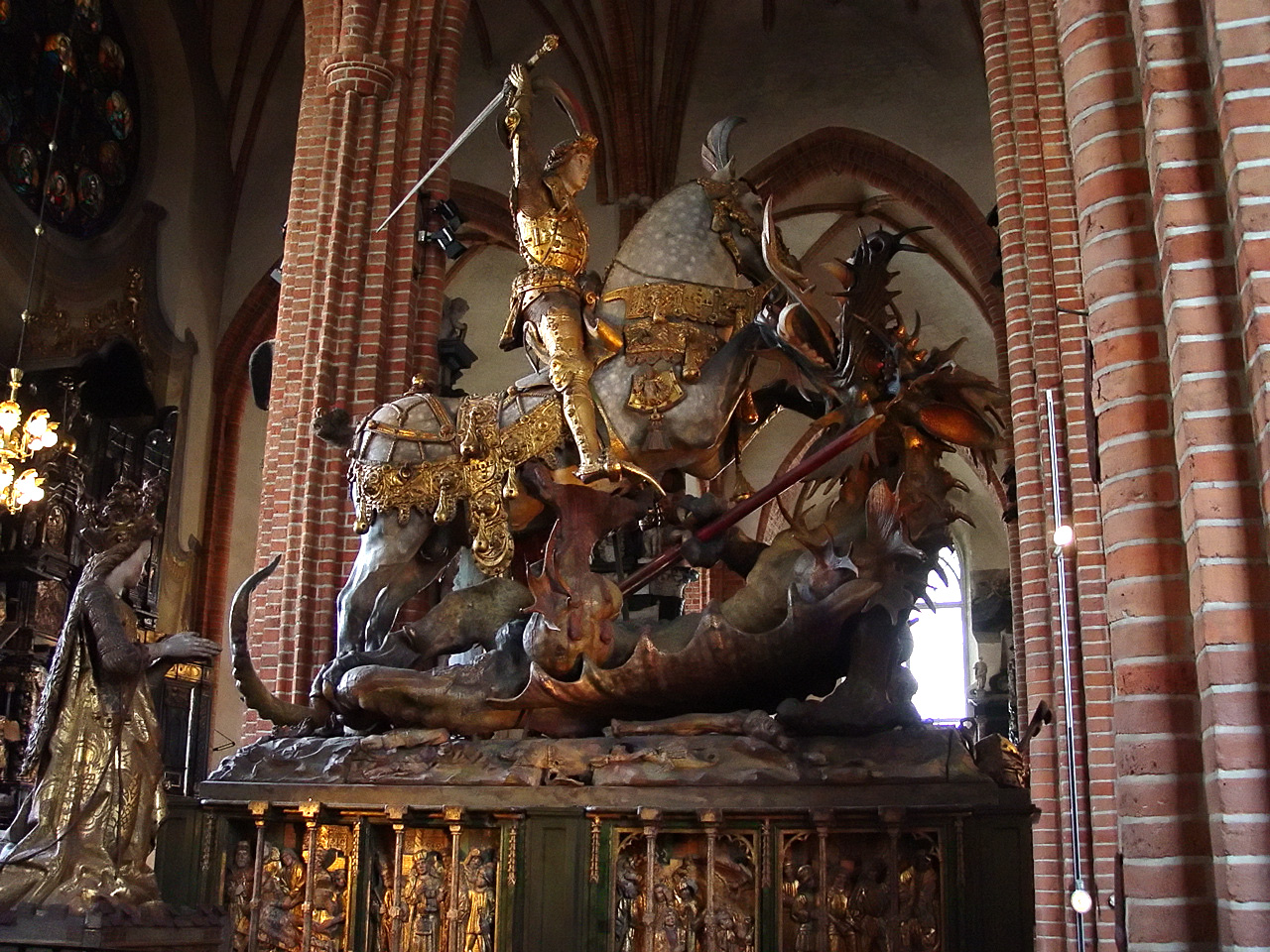
Святий Георгій та дракон

Найбільш відомою зі скарбів церкви є виразна дерев'яна статуя «Святий Георгій та дракон», авторство якої приписується Бернту Нотке (1489 р.). Статуя була замовлена для вшанування Битви при Брункеберзі (1471 рік), і тому Святий Георгій уособлює Стена Стуре, дракон — данського короля Кристіана I, а принцеса — Швецію.
Вона також використовується як релікварій — в ній містяться реліквії за припущенням Святого Георгія та шістьох інших святих (Св. Блазіуса, Св. Германуса, Св. Лео, Св. Мартінуса, Св. Донатуса та Св. Кіріякуса).

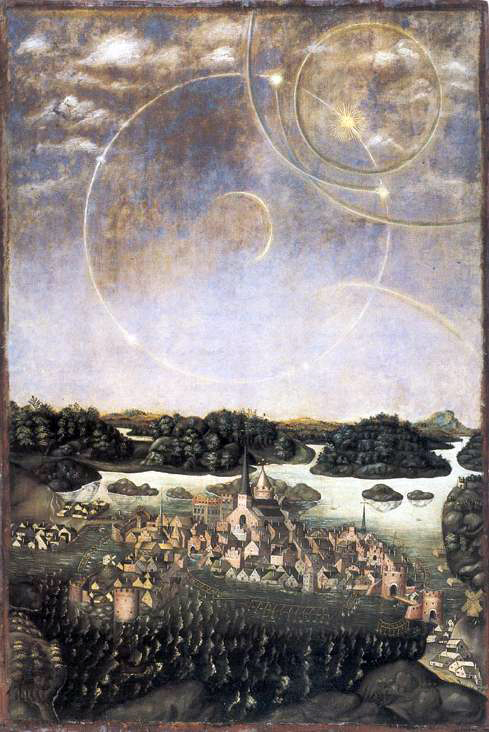
«Ведерзолставлан» — найперше зображення паргелію в живописі

В церкві також міститься найстарше відоме зображення Стокгольму — картина «Ведерзолставлан» (швед. Vädersolstavlan, буквально — «зображення паргелію»), копія 1632 року з втраченого оригіналу 1535 року. Картина була замовлена вченим та реформатором Олаусом Петрі. Картина зображує рідкісний вид гало — паргелій, який спостерігався у Стокгольмі 20 квітня 1535 року та який тоді вважався передвіщенням.
Монументальна церковна кафедра створена Бучардом Прехтом в 1698—1702 роках в стилі французького бароко. Вона була використана як зразок для багатьох інших великих кафедр у церквах Швеції. З позаду навісу кафедри спускається драпірування широкими фалдами, попереду якого висять два великі крилаті генія по обидва боки від сонця з променями, на якому написано на івриті יהוה. Рельєф спереду самої кафедри зображує історію каанітської жінки (Матвій 15:21-28). Двері кафедри прикрашено рельєфом голови Христа, а фронтон увінчано статуєю Надії з путто по обидва боки від неї. Під пам'яткою розташовані герби родини Функ, яка сплатила левову частку вартості кафедри. На підлозі під кафедрою розташована стерта могильна плита Олауса Петрі, оточена залізною огорожею.
Королівські Лави, розташовані по обидва боки проходу, домінують у центральному нефі. Їх розробив відомий архітектор Нікодемус Тессін (молодший), а створив Бучард Прехт. Кожна Лава складається з закритої ложі, з прикрашеними боковими і задніми панелями. Високо над Королівськими Лавами розташована велика королівська корона, яка слугує навісом над ними. Її підтримують два генії у мантіях, які розвиваються, а з неї нависають скульптурні драпірування над королівським сидінням, а вище зависають численні путто. Самі королівські сидіння затягнуті у синій оксамит з багатою вишивкою.
Головний вівтар — «Срібний Вівтар» — дерев'яний триптих з накладкою з чорного дерева та скульптурними срібними рельєфами (у порядку знизу вгору):
- Тайна вечеря на пределлі;
- велике зображення Розп'яття Христове між срібними статуями Мойсея та Івана Хрестителя у нішах з малими срібними колонами по обох боках;
- Поховання Христа (між срібними статуями євангелістів Матвія та Марка);
- Сходження Христа в Пекло (між срібними статуями євангелістів Івана та Луки);
- та срібна статуя Христа Воскреслого між двома схиленими солдатам — на фронтоні на вершині триптиха.

По обох боках від Срібного Вівтаря розташовані скульптури, що тримають свічки, одна з яких — скульптура Святого Миколая (покровителя церкви), а друга — апостола Петра, обидві розроблені Г. Торгамном та вирізані з дуба скульптором Гербстом у 1937 році. Вітраж троянди згори позаду Срібного Вівтаря був створений у Парижі у 1850 році та став першим з сучасних віконних вітражів у церкві, створення яких фінансувалося різними благодійниками. Срібний Вівтар та троянда розташовані на місці, де раніше була апсида середньовічних хорів, знищених Густавом I Вазою під час розширення укріплень Тре-Крунуру, а статуя Олауса Петрі, яка стоїть зовні позаду церкви, розташована на місці середньовічного головного вівтаря.

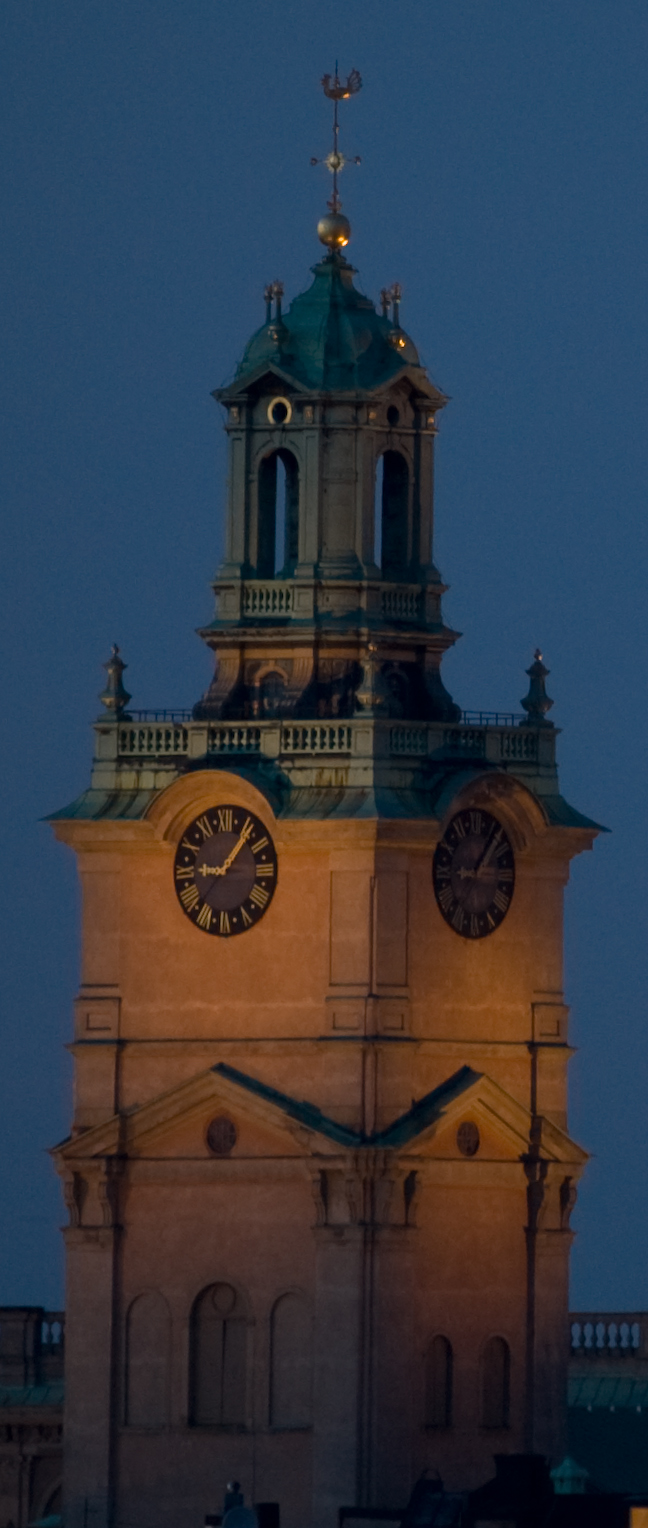
Вид на дзвіницю церкви святого Миколая
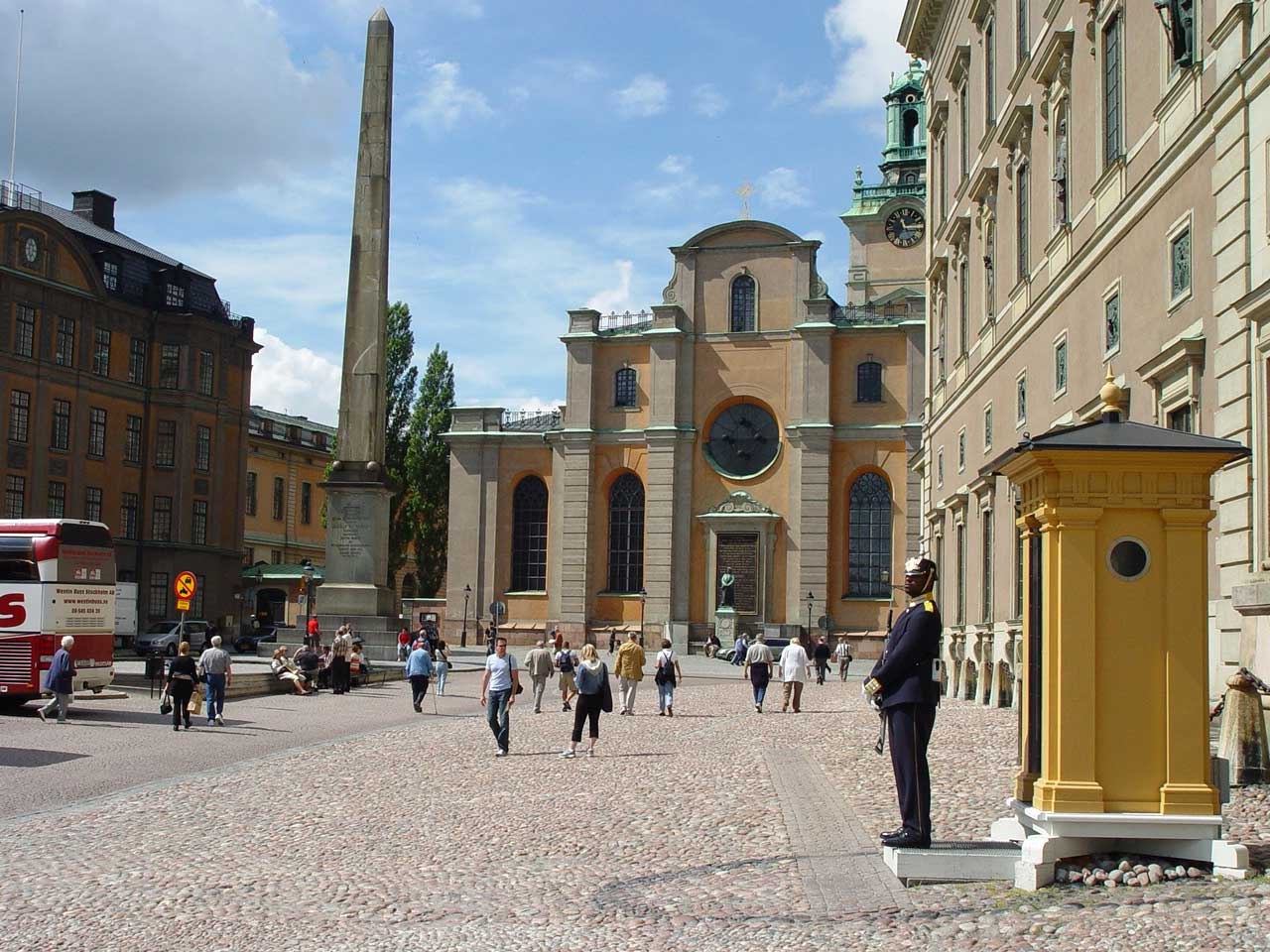
Східний фасад церкви, який виходить на Стокгольмський палац та Слоттсбакен